# Rhytachne perfecta
Rhytachne perfecta är en gräsart som beskrevs av Jacq.-fel. Rhytachne perfecta ingår i släktet Rhytachne och familjen gräs. Inga underarter finns listade i Catalogue of Life.